# 雅克·巴加内尔
雅克·巴加内尔（全名，约1824年—？）是科学幻想小说《格兰特船长的儿女》中的虚构地理学家，为巴黎地理学会秘书，亦为柏林、孟买、达姆施塔特、伦敦与纽约等地之地理学会的通讯员及东印度皇家地理、人种学会的名誉会员:22。熟悉地理知识，但性格粗心大意。

## 评价

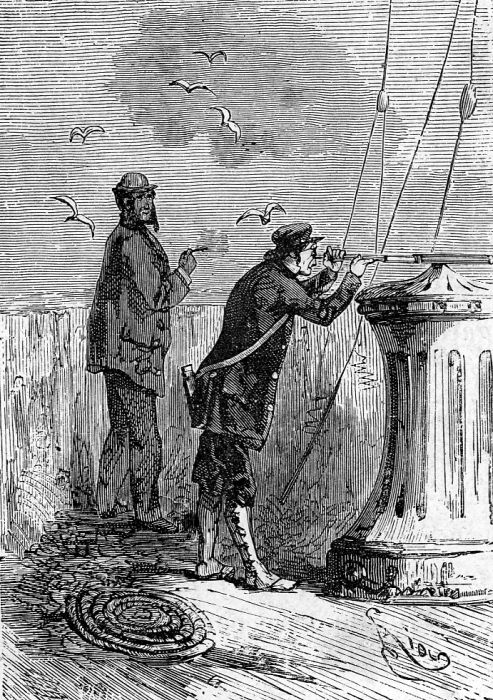
巴加内尔（右拿望远镜者）与麦克纳布斯少校（左吸菸者）

儒勒·凡尔纳在小说中称其“但他那视而不见、听而不闻的架子也昭示了他的粗心”:19。多米尼克·勒热纳称其“巴加内尔象征着从理论到实践的矛盾与不和洽的转变”。根纳迪·乌尔曼评价儒勒·凡尔纳时提到巴加内尔：“这个古怪、心不在焉的科学家的形象进入了文学界”。邓肯号的船员们不仅会宽容对待他的错误，还会对其关怀备至。

## 人物形象

### 粗心大意

#### 误上船只

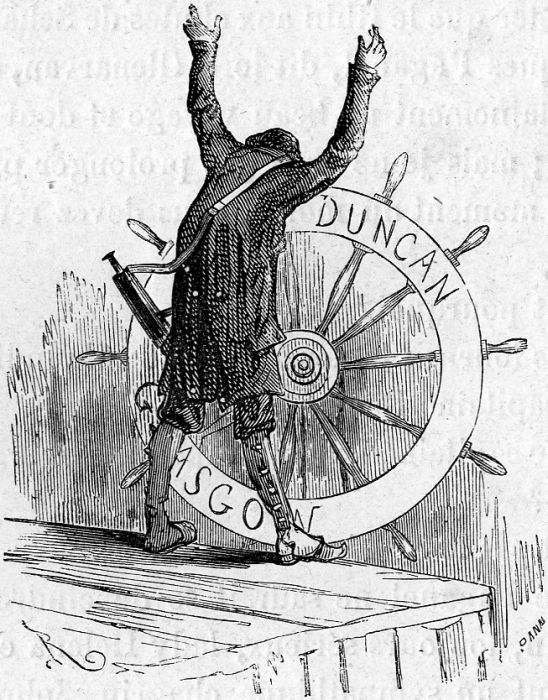
发现自己上错船后的巴加内尔

巴加内尔原有考察雅鲁藏布江是否在阿萨姆邦东北部与布拉马普特拉河汇合这一地理学上的悬疑问题的任务，完成后即可获得金质奖章:23-24。他原计划乘苏格提亚号前往印度确认，但由于在格拉斯哥港误上邓肯号而背向印度航行，与奖章失之交臂。他在邓肯号连睡36个小时，醒来后围绕在甲板吸烟的麦克纳布斯少校走来走去，又称船长约翰·孟格尔“勃尔通船长”而被怀疑。看到舵盘上所写的“邓肯号，格拉斯哥”而当众丢失颜面，后决定加入船队，寻找格兰特船长:28。此前，他亦在绘制美洲地图时加入日本:26。

#### 误学葡萄牙语
在巴塔哥尼亚时，随行的罗伯特·格兰特因地震失踪:46，不久被秃鹫作为猎物抓走。数秒内，秃鹫被巴塔哥尼亚人塔卡夫射中。巴加内尔因在船上学过西班牙语而被要求与其沟通，但他所说的语言与塔卡夫所说的互相均无法理解。麦克纳布斯少校询问巴加内尔他是不是学了另外的语言，还以为是西班牙语时遭到他的反驳，他说自己是比照西班牙语书本所学的缘故。他拿出葡萄牙诗人贾梅士的《卢济塔尼亚人之歌》，正欲反驳时被少校揭穿此书并非西班牙语而是葡萄牙语。巴加内尔当时“惊讶的说不下去”，耳边传来一阵阵哄笑声:49-50。

#### 误写错地名
船队来到澳大利亚的一所庄园，遇到不列颠尼亚号水手长汤姆·艾尔通，并听其所述，确认格兰特船长位于澳大利亚内陆。但艾尔通实为流放犯，他所说的内容均为伪造，意图借此夺走邓肯号，让它成为海盗船。但由于巴加内尔把写给邓肯号大副要求把船开回港湾的信中的澳大利亚写成新西兰，使艾尔通阴谋未遂，并使被毛利人俘虏而逃出的格里那凡爵士等人获救。在错误被发现时，他的眼镜因惊讶落下:194，并再次被嘲笑。

### 博学
邓肯号航行途中，巴加内尔迅速回答出了众人关于澳大利亚历史的提问；在新西兰，巴加内尔因博学而被毛利人酋长看中，免遭生命危险。

## 婚姻
在邓肯号寻找到格兰特船长并回到英国后，麦克纳布斯少校的表妹阿若贝拉爱上了巴加内尔，并且非他不嫁:215。一个月后，她与巴加内尔结婚。

## 作品
在船员们从巴塔哥尼亚回到邓肯号后，巴加内尔写出了《一位地理学家漫游巴塔哥尼亚印象记》:78。

## 衍生影视作品
| 年份   | 电影               | 饰演者                           |
| ------ | ------------------ | -------------------------------- |
| 1936年 | 格兰特船长的儿女们 | 尼古拉·康斯坦丁诺维奇·切尔卡索夫 |
| 1962年 | 天涯历险记:15      | 莫里斯·舍瓦利耶                  |
| 1986年 | 寻找格兰特船长     | 连比特·乌尔夫萨克                |

## 备注
1. ↑  即小说中麦克纳布斯少校的表妹。
2. ↑  小说提到在船上发现他时“……40岁左右，脑袋又大又高”。
3. ↑  即格兰特船长的儿子。
4. ↑  即“神枪手”的意思。
5. ↑  根据小说，巴加内尔被酋长看中是因为“酋长看他戴着眼镜，又手拿望远镜，心生佩服”。[2]但是，他的身上被刺满了刺青。